# Хърби: Зареден до дупка
„Хърби: Зареден до дупка“ (на английски: Herbie: Fully Loaded) е американска спортна комедия от 2005 г. на режисьора Анджела Робинсън, по сценарий на Томас Ленън, Робърт Бен Грант, Алфред Гоу и Майлс Милар, и участват Линдзи Лоън, Джъстин Лонг, Брекин Майър, Мат Дилън и Майкъл Кийтън. Той е шестият и последен филм от поредицата „Бръмбарът на любовта“, след телевизионния филм „Бръмбарът на любовта“ от 1997 г., и е единственият театрален филм след „Хърби пощурява“ (1980). Този филмът служи като продължение на оригиналните филми, който игнорира събитията на предишния филм „Бръмбарът на любовта“.
Снимачният процес започна на 2 август 2004 г. в Лос Анджелис и приключва през ноември.
„Хърби: Зареден до дупка“ е пуснат на 22 юни 2005 г. и беше успех в боксофиса, който спечели повече 144.1 млн. долара в световен мащаб, който получава смесени отзиви от критиците.